# Possagno
Possagno este o localitate cu  2229 de locuitori situată în provincia Treviso, regiunea Veneto, Italia. Localități vecine sunt  Alano di Piave (BL), Castelcucco, Cavaso del Tomba, Paderno del Grappa si Crespano del Grappa. Possagno este locul de naștere al sculptorului italian Antonio Canova, care a clădit în Roma o biserică monumentală, în localitate se poate vizita muzeul Canova „Gypsotheca Museo Canoviano”.

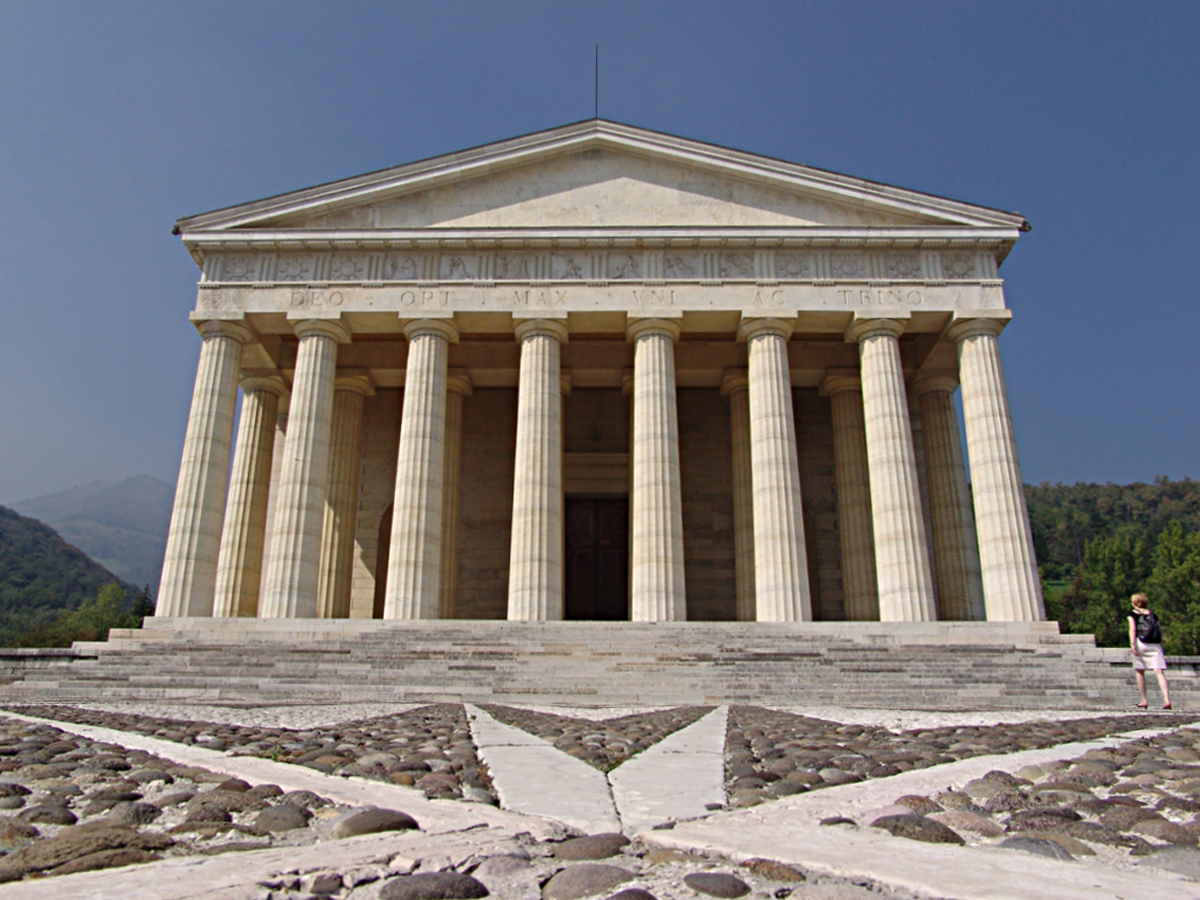
Templul Canova

## Demografie
Possagno - evoluția demografică

|  | Graficele sunt indisponibile din cauza unor probleme tehnice. Mai multe informații se găsesc la Phabricator și la wiki-ul MediaWiki. |

Date: Recensăminte sau birourile de statistică - grafică realizată de Wikipedia

1. ↑  Superficie di Comuni Province e Regioni italiane al 9 ottobre 2011 (în italiană), Istituto Nazionale di Statistica, accesat în 16 martie 2019
2. ↑   https://it-ch.topographic-map.com/map-pfv1dn/Possagno/?zoom=19&center=45.85438%2C11.88088&popup=45.85443%2C11.88102 Lipsește sau este vid: |title= (ajutor)